# Ренцо Росселліні (продюсер)
Ре́нцо Росселлі́ні (італ. Renzo Rossellini; нар. 28 серпня 1941, Рим, Італія) — італійський кінопродюсер, сценарист та режисер.

## Біографія
Ренцо Росселліні народився 28 серпня 1941 року в Римі, Італія. Він є сином художниці по костюмах Марчелли Де Маркіз та кінорежисера Роберто Росселліні. У кіно дебютував на початку 1950-х років, знявшись у новелі «Інгрід Бергман» з фільму «Ми — жінки» (1953). З кінця 1950-х був асистентом режисера та другим режисером, зокрема у роботі над фільмами свого батька Роберто Росселіні «Генерал Делла Ровере» (1959), «У Римі була ніч» (1960), «Хай живе Італія!» (1961) та «Ваніна Ваніні» (1961).
Як режисер Росселіні дебютував у 1962 році однією з новел у міжнародно-спродюсованому кіноальманасі «Кохання в двадцять років», прем'єра якого відбулася на 12-му Берлінському міжнародному кінофестивалі. Починаючи з кінця 1960-років виступив продюсером понад 50-ти художніх та документальних кіно-, телефільмів та телесеріалів, взявши, зокрема участь у продюсуванні фільмів Федеріко Фелліні «Репетиція оркестру» (1978), «Місто жінок» (1980) та «І корабель пливе…» (1983), Інгмара Бергмана «Фанні та Олександр» (1982), Анджея Вайди «Дантон» (1983), Андрія Тарковського «Ностальгія» (1983), Едріана Лайна «Дев'ять з половиною тижнів» (1985) та ін.

## Фільмографія
Продюсер
| Рік  |          | Назва українською                                                  | Оригінальна назва                                                  | Примітки                                  |
| ---- | -------- | ------------------------------------------------------------------ | ------------------------------------------------------------------ | ----------------------------------------- |
| 1967 | т/ф      | Ідея на острові                                                    | Idea di un'isola                                                   |                                           |
| 1969 | т/с      | Діяння апостолів                                                   | Atti degli apostoli                                                |                                           |
| 1970 |          | З Єрусалиму в Дамаск                                               | Da Gerusalemme a Damasco                                           |                                           |
| 1971 | т/ф      | Сократ                                                             | Socrate                                                            |                                           |
| 1971 |          | Поліцейський                                                       | Policeman                                                          |                                           |
| 1971 |          | Рівнодення                                                         | Equinozio                                                          |                                           |
| 1972 | т/ф      | Блез Паскаль                                                       | Blaise Pascal                                                      |                                           |
| 1972 | т/ф      | Августин з Іппони                                                  | Agostino d'Ippona                                                  |                                           |
| 1972 | т/с      | Епоха Козімо де Медічі                                             | L'età di Cosimo de Medici                                          | продюсер                                  |
| 1973 | к/м, т/ф | Інтерв'ю з Сальвадором Альєнде: Сила і розум                       | Intervista a Salvador Allende: La forza e la ragione               |                                           |
| 1973 |          | Історія Бразилії                                                   | História do Brasil                                                 |                                           |
| 1974 | т/ф      | Декарт                                                             | Cartesius                                                          |                                           |
| 1978 |          | Репетиція оркестру                                                 | Prova d'orchestra                                                  | асоційований продюсер                     |
| 1979 |          | Забути Венецію                                                     | Dimenticare Venezia                                                | асоційований продюсер                     |
| 1979 |          | Світло жінки                                                       | Clair de femme                                                     | співпродюсер                              |
| 1979 |          | Прошу притулку                                                     | Chiedo asilo                                                       | асоційований продюсер / співпродюсер      |
| 1979 |          | Дон Жуан                                                           | Don Giovanni                                                       | співпродюсер                              |
| 1979 |          | Прямий репортаж про смерть                                         | La Mort en direct                                                  | асоційований продюсер, в титрах відсутній |
| 1980 |          | Гра в чотири руки                                                  | Le guignolo                                                        | співпродюсер                              |
| 1980 |          | Місто жінок                                                        | La città delle donne                                               |                                           |
| 1980 |          | Три брати                                                          | Tre fratelli                                                       | асоційований продюсер                     |
| 1981 |          | Шкура                                                              | La pelle                                                           |                                           |
| 1981 |          | Золоті марення                                                     | Sogni d'oro                                                        |                                           |
| 1981 |          | Гру закінчено                                                      | La festa perduta!                                                  |                                           |
| 1981 |          | Маркіз дель Грілло                                                 | Il marchese del Grillo                                             |                                           |
| 1981 |          | Саламандра                                                         | The Salamander                                                     | співпродюсер                              |
| 1982 |          | Чарівна гора                                                       | Der Zauberberg                                                     | асоційований продюсер / співпродюсер      |
| 1982 |          | Фіцкарральдо                                                       | Fitzcarraldo                                                       | асоційований продюсер                     |
| 1982 |          | Ніч Варенни                                                        | La Nuit de Varennes                                                |                                           |
| 1982 |          | Ідентифікація жінки                                                | Identificazione di una donna                                       | асоційований продюсер                     |
| 1982 |          | Фанні та Олександр                                                 | Fanny och Alexander                                                | співпродюсер, в титрах відсутній          |
| 1982 |          | У саме серце                                                       | Colpire al cuore                                                   | асоційований продюсер / співпродюсер      |
| 1982 |          | Чесний солдат                                                      | Il buon soldato                                                    | асоційований продюсер                     |
| 1983 |          | Дантон                                                             | Danton                                                             | асоційований продюсер, в титрах відсутній |
| 1983 |          | Місяць у стічній канаві                                            | La lune dans le caniveau                                           | співпродюсер, в титрах відсутній          |
| 1983 |          | Ностальгія                                                         | Nostalghia                                                         | виконавчий продюсер                       |
| 1983 |          | Будинок з жовтим килимом                                           | La casa del tappeto giallo                                         | асоційований продюсер, в титрах відсутній |
| 1983 |          | Бенвенута                                                          | Benvenuta                                                          | співпродюсер                              |
| 1983 |          | Lontano da dove                                                    |                                                                    |                                           |
| 1983 |          | І корабель пливе…                                                  | E la nave va                                                       | асоційований продюсер                     |
| 1983 |          | Жарт долі, що підстерігає в засідці, немов бандит з великої дороги | Scherzo del destino in agguato dietro l'angolo come un brigante da | співпродюсер                              |
| 1984 |          | Бажання                                                            | Desiderio                                                          |                                           |
| 1984 |          | Кармен                                                             | Carmen                                                             | співпродюсер                              |
| 1984 |          | Генріх IV                                                          | Enrico IV                                                          | асоційований продюсер                     |
| 1984 |          | Дагобер                                                            | Le bon roi Dagobert                                                |                                           |
| 1984 |          | Фортепіано                                                         | Pianoforte                                                         |                                           |
| 1985 |          | Патефон                                                            | Juke box                                                           |                                           |
| 1985 |          | Дев'ять з половиною тижнів                                         | Nine 1/2 Weeks                                                     | співпродюсер                              |
| 2003 |          | Червона Шапочка                                                    | Red Riding Hood                                                    | виконавчий співпродюсер                   |
| 2009 |          | Фізика води                                                        | La fisica dell'acqua                                               |                                           |
| 2010 | к/м      | Нова армія Бранкалеоне                                             | La nuova armata Brancaleone                                        |                                           |
| 2011 |          | Перехід на літній час                                              | L'era legale                                                       |                                           |

Сценарист та режисер
| Рік  |          | Назва українською                              | Оригінальна назва                                      | Сценарист | Режисер |
| ---- | -------- | ---------------------------------------------- | ------------------------------------------------------ | --------- | ------- |
| 1962 |          | Кохання в двадцять років                       | L'amour à vingt ans                                    | Так       | Так     |
| 1965 | т/с      | Залізне вік                                    | L'età del ferro                                        |           | Так     |
| 1967 | т/ф      | Ідея на острові                                | Idea di un'isola                                       | Так       |         |
| 1972 | т/ф      | Блез Паскаль                                   | Blaise Pascal                                          | Так       |         |
| 1973 | к/м, т/ф | Інтерв'ю з Сальвадором Альенде: Сила і розум   | Intervista a Salvador Allende: La forza e la ragione   | Так       |         |
| 1974 | т/ф      | Декарт                                         | Cartesius                                              | Так       |         |
| 1977 | т/ф      | Концерт для Мікеланджело                       | Concerto per Michelangelo                              | Так       |         |
| 1977 |          | Бобур, Центр мистецтв і культури Жоржа Помпіду | Beaubourg, centre d'art et de culture Georges Pompidou | Так       |         |

## Визнання
| Нагороди та номінації Ренцо Росселліні | Нагороди та номінації Ренцо Росселліні | Нагороди та номінації Ренцо Росселліні | Нагороди та номінації Ренцо Росселліні |
| Рік                                    | Категорія                              | Фільм                                  | Результат                              |
| -------------------------------------- | -------------------------------------- | -------------------------------------- | -------------------------------------- |
| Берлінський міжнародний кінофестиваль  |                                        |                                        |                                        |
| 1962                                   | Золотий ведмідь                        | Кохання в двадцять років               | Номінація                              |
| Премія «Срібна стрічка»                |                                        |                                        |                                        |
| 1983                                   | Найкращий продюсер                     | Найкращий продюсер                     | Номінація                              |